# استیو آدامز (بازیکن فوتبال، زاده ۱۹۵۹)
استیو آدامز (انگلیسی: Steve Adams; ۷ سپتامبر ۱۹۵۹ – ۳ مارس ۲۰۱۷) بازیکن فوتبال اهل بریتانیا بود.
از باشگاه‌هایی که در آن بازی کرده‌است می‌توان به باشگاه فوتبال دونکستر راورز، باشگاه فوتبال مکلسفیلد تاون، باشگاه فوتبال بوستون یونایتد، باشگاه فوتبال گیتزهد، باشگاه فوتبال ویتون آلبیون، باشگاه فوتبال ماتلوک تاون، باشگاه فوتبال کترینگ تاون، و باشگاه فوتبال وورکساپ تاون اشاره کرد.